# Districte de Lenkoran
Lenkoran (àzeri: Lənkəran rayonu), és un districte de l'Azerbaidjan amb el centre administratiu a la ciutat de Lenkoran. Envolta, però no inclou, la ciutat de Lenkoran (la qual tècnicament és una unitat administrativa diferent).

## Territori i població
El districte té una superfície de 1539 km², i té una població de 197.900 habitants. Té una densitat de 128,58 habitants per km².
| Any      | 2010  | 2013  | 2014  | 2015  | 2016  | 2017  |
| Població | 209,9 | 218,2 | 220,8 | 223,1 | 225,2 | 226,9 |

| [ 1 ]           | Total    | Total | Homes    | Homes | Dones    | Dones |
| [ 1 ]           | persones | %     | persones | %     | persones | %     |
| Població total  | 205726   | 100,0 | 102195   | 100,0 | 103531   | 100,0 |
| població urbana | 82807    | 40,25 | 40347    | 39,48 | 42460    | 41,01 |
| població rural  | 122919   | 59,75 | 61848    | 60,52 | 61071    | 58,99 |

## Economia
El districte es destaca per la producció d'hortalisses. També hi ha fàbriques processadores de peix. A més de productes com les verdures i cítrics i el vi, es practica la ramaderia, i també es crien cucs de seda.

## Transport
Per aquest districte passa la línia de ferrocarril que recorre Bakú fins Astara.